# 水松沢
水松沢（おんこのさわ）は、北海道札幌市南区定山渓の一部を指す名称。
小天狗岳西山麓、白井川沿いの地域で、名称はかつて神木と呼ばれたオンコ（水松）の巨木があったことに由来する。
かつては定山渓市街と豊羽鉱山のある元山との中継地として栄え、鉱山の業務施設以外に学校・集会所・商店などが建ち並び、元山をしのぐほどの賑わいを見せたこともあった。
しかしすでにその役割を終えており、集落も現存しない。

## 歴史
1915年（大正4年）、豊羽鉱山の乾式製錬所が建設される。
1939年（昭和14年）、水松沢から元山まで、5900メートルに及ぶ索道が架設されたことで、鉱石運搬の中継点となる。しかし1944年（昭和19年）に発生した水害により豊羽鉱山が休山に追い込まれると、水松沢もまた荒廃した。
1951年（昭和26年）に豊羽鉱山が再開すると、水松沢の索道も補修され、社宅・倉庫・坑木の貯木場・矢木板の製作工場が建てられた。さらに錦橋への軌道も敷設され、水松沢積出駅が開設した。
1956年（昭和31年）、元山・水松沢間の道路工事が行われたことで鉱石輸送はトラックが担うこととなり、水松沢は中継点としての役割を終えた。